# КР (футбольний клуб)
КР або «Рейк'явік» (повна назва: Knattspyrnufélag Reykjavíkur — «Футбольна асоціація Рейк'явіка») — ісландський футбольний клуб з Рейк'явіка, заснований 16 лютого 1899 року. Найстаріший і найтитулованіший клуб Ісландії, 25-разовий чемпіон країни.
Кольори клубу: біло-чорні. Домашні матчі проводить на стадіоні «КР-веллур», який вміщує 2 781 глядацьке місце.
Є частиною спортивного клубу КР, що культивує також баскетбол, бадмінтон, настільний теніс, боулінг, дартс, гандбол, лижний спорт, давньоскандинавську боротьбу («ґліма») і плавання.

## Історія
У кінці XIX сторіччя одним з перших, хто зацікавив жителів Рейк'явіка футболом, був друкар-іноземець Джеймс Б. Фергюсон. Клуб створено 16 лютого 1899 року й він є найстарішим ісландським футбольним клубом. У той час місцеві футболісти грали на полях без визначеного розміру та майже без ліній. Протягом 9 років «Рейк'явік» був єдиним футбольним клубом Ісландії, аж до створення команд «Вікінгур» і «Фрам» у 1908 році.
У 1910 році обрано першого президента КР — ним став Торстейн Йонссон. У 1912 році «Рейк'явік» виграв перший чемпіонат країни (який розіграли між собою лише 3 команди) і відтоді є серед найсильніших команд ісландського футболу. Назву КР (Knattspyrnufélag Reykjavíkur) клуб отримав у 1915 році, до того він носив назву ФР (Fótboltafélag Reykjavíkur). Повідомлення про перейменування надруковано в газеті «Морґунґбладід» 25 квітня 1915 року. Кольори своєї ігрової форми «біло-чорні» запозичили у футболістів англійського «Ньюкасла», який був серед найсильніших англійських команд на початку XX сторіччя. Дружина «Рейк'явіка» протягом 1910-х—1950-х років стабільно була серед призерів першості, лише 3 рази опустившись нижче від третього місця від 1912 до 1957 року.
У сезоні 1964/65 КР став першим ісландським клубом, який виступив у єврокубках, а також першим клубом, який забив там гол. У Кубку європейських чемпіонів «біло-чорні» поступилися «Ліверпулю», для якого це також був перший виступ у єврокубкових турнірах — 17 серпня в Рейк'явіку 0:5, а 14 вересня 1964 року в Ліверпулі 1:6. Історичний перший гол забив Ґуннар Фелікссон.
З кінця 1960-х років результати КР дедалі погіршувалися, а в 1977 році колектив вилетів до нижчої ліги. Наступного сезону команда знову виборола право грати в еліті, але черговий чемпіонський титул здобуто аж у сезоні 1999.
З 1990-х років «Рейк'явік» регулярно виступає в європейських кубкових турнірах і часто досягає непоганих результатів. У Кубку кубків 1996/97 КР пройшов білоруську команду МПКЦ (Мозир), у Кубку УЄФА наступного сезону «біло-чорні» несподівано обіграли румунське «Динамо» (Бухарест) в обидвох матчах — 2:0 і 2:1. У другому відбірному раунді Ліги Європи сезону 2009/10 ісландський клуб впевнено переграв грецьку «Ларису» — 2:0, 1:1, але на наступному етапі вилетів від швейцарського «Базеля» — 2:2, 1:3. Команда дуже впевнено виступає на власному полі, її безпрограшна домашня серія в єврокубках тривала 13 років (від сезону 1997/98 до 2010/11) і налічувала 11 матчів, поки її не обірвали львівські «Карпати» влітку 2010, перемігши господарів 3:0.
У першості 2009 «Рейк'явік» став віце-чемпіоном, а найкращим бомбардиром чемпіонату став форвард Б'єрґолфур Гідеакі Такефуса (16 м'ячів) — головна зірка нападу команди останніх років, ісландець японського походження.

## Стадіон

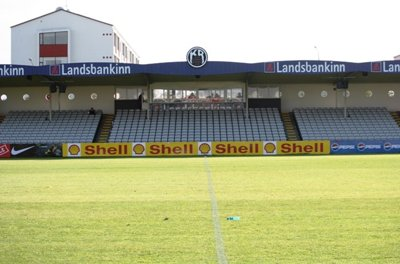
«КР-веллур»

«КР-веллур» розрахований на 2 781 глядача. Клуб має плани щодо розширення стадіону до 8 тисяч місць.
- Розмір поля: 105 x 68 м.
- Перша гра: 18 липня 1951 з «Воларенгою» (Норвегія) — 3:2
- Середнє відвідування у сезоні 2009: 1676 глядачів

## Досягнення
- Чемпіон Ісландії: 27
  - 1912, 1919, 1926, 1927, 1928, 1929, 1931, 1932, 1934, 1941, 1948, 1949, 1950, 1952, 1955, 1959, 1961, 1963, 1965, 1968, 1999, 2000, 2002, 2003, 2011, 2013, 2019.

- Кубок Ісландії: 14
  - 1960, 1961, 1962, 1963, 1964, 1966, 1967, 1994, 1995, 1999, 2008, 2011, 2012, 2014.

- Кубок Ліги Ісландії: 8
  - 1998, 2001, 2005, 2010, 2012, 2016, 2017, 2019.

- Суперкубок Ісландії: 6
  - 1969, 1996, 2003, 2012, 2014, 2020.

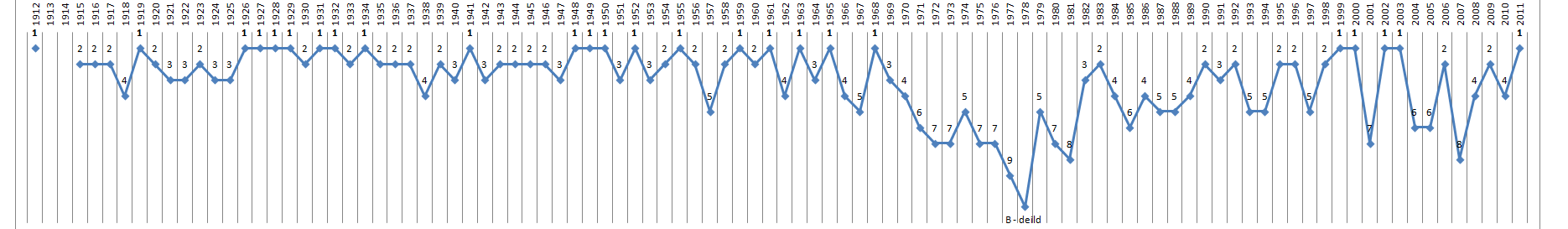
Місця, на яких фінішував клуб у найвищій лізі Ісландії

## Єврокубки
Перші матчі проводилися на полях команд, указаних першими.
| Кубок / Ліга європейських чемпіонів | Кубок / Ліга європейських чемпіонів | Кубок / Ліга європейських чемпіонів | Кубок / Ліга європейських чемпіонів | Кубок / Ліга європейських чемпіонів | Кубок / Ліга європейських чемпіонів | Кубок / Ліга європейських чемпіонів |
| Сезон                               | Етап                                | Перша команда                       | Заг.                                | Друга команда                       | 1-й матч                            | 2-й матч                            |
| ----------------------------------- | ----------------------------------- | ----------------------------------- | ----------------------------------- | ----------------------------------- | ----------------------------------- | ----------------------------------- |
| 1964/65                             | Попер.раунд                         | КР                                  | 1:11                                | «Ліверпуль»                         | 0:5                                 | 1:6                                 |
| 1966/67                             | 1-й раунд                           | КР                                  | 4:8                                 | «Нант»                              | 2:3                                 | 2:5                                 |
| 1969/70                             | 1-й раунд                           | «Феєноорд»                          | 16:2                                | КР                                  | 12:2                                | 4:0                                 |
| 2000/01                             | 1-й кв. раунд                       | «Біркіркара»                        | 2:6                                 | КР                                  | 1:2                                 | 1:4                                 |
| 2000/01                             | 2-й кв. раунд                       | «Брондбю»                           | 3:1                                 | КР                                  | 3:1                                 | 0:0                                 |
| 2001/02                             | 1-й кв. раунд                       | КР                                  | 2:2 (ч)                             | «Влазнія»                           | 2:1                                 | 0:1                                 |
| 2003/04                             | 1-й кв. раунд                       | «Пюнік»                             | 2:1                                 | КР                                  | 1:0                                 | 1:1                                 |
| 2004/05                             | 1-й кв. раунд                       | КР                                  | 2:2 (ч)                             | «Шелбурн»                           | 2:2                                 | 0:0                                 |
| 2012–13                             | 2-й кв. раунд                       | КР                                  | 1–9                                 | ГІК                                 | 0–7                                 | 1–2                                 |
| 2014–15                             | 2-й кв. раунд                       | КР                                  | 0–5                                 | Селтік                              | 0–1                                 | 0–4                                 |

| Кубок кубків | Кубок кубків | Кубок кубків  | Кубок кубків | Кубок кубків  | Кубок кубків | Кубок кубків |
| Сезон        | Етап         | Перша команда | Заг.         | Друга команда | 1-й матч     | 2-й матч     |
| ------------ | ------------ | ------------- | ------------ | ------------- | ------------ | ------------ |
| 1965/66      | 1-й раунд    | КР            | 2:6          | «Русенборґ»   | 1:3          | 1:3          |
| 1967/68      | 1-й раунд    | «Абердин»     | 14:1         | КР            | 10:0         | 4:1          |
| 1968/69      | 1-й раунд    | «Олімпіакос»  | 4:0          | КР            | 2:0          | 2:0          |
| 1995/96      | Попер. раунд | Гревенмахер   | 3:4          | КР            | 3:2          | 0:2          |
| 1995/96      | 1-й раунд    | КР            | 3:6          | «Евертон»     | 2:3          | 1:3          |
| 1996/97      | Квал. раунд  | МПКЦ          | 2:3          | КР            | 2:2          | 0:1          |
| 1996/97      | 1-й раунд    | КР            | 1:2          | АІК           | 0:1          | 1:1          |

| Кубок УЄФА / Ліга Європи | Кубок УЄФА / Ліга Європи | Кубок УЄФА / Ліга Європи | Кубок УЄФА / Ліга Європи | Кубок УЄФА / Ліга Європи | Кубок УЄФА / Ліга Європи | Кубок УЄФА / Ліга Європи |
| Сезон                    | Етап                     | Перша команда            | Заг.                     | Друга команда            | 1-й матч                 | 2-й матч                 |
| ------------------------ | ------------------------ | ------------------------ | ------------------------ | ------------------------ | ------------------------ | ------------------------ |
| 1984/85                  | 1-й раунд                | КР                       | 0:7                      | «Куінз Парк Рейнджерс»   | 0:3                      | 0:4                      |
| 1991/92                  | 1-й раунд                | КР                       | 1:8                      | «Торіно»                 | 0:2                      | 1:6                      |
| 1993/94                  | 1-й раунд                | КР                       | 1:2                      | МТК                      | 1:2                      | 0:0                      |
| 1997/98                  | Попер. раунд             | КР                       | 4:1                      | «Динамо» (Бухарест)      | 2:0                      | 2:1                      |
| 1997/98                  | Квал. раунд              | КР                       | 1:3                      | ОФІ                      | 0:0                      | 1:3                      |
| 1999/00                  | Квал. раунд              | КР                       | 1:2                      | «Кілмарнок»              | 1:0                      | 0:2                      |
| 2007/08                  | 1-й кв. раунд            | «Гекен» (Ґетеборґ)       | 2:1                      | КР                       | 1:1                      | 1:0                      |
| 2009/10                  | 2-й кв. раунд            | КР                       | 2:1                      | «Лариса»                 | 2:0                      | 1:1                      |
| 2009/10                  | 3-й кв. раунд            | КР                       | 2:5                      | «Базель»                 | 2:2                      | 1:3                      |
| 2010/11                  | 1-й кв. раунд            | КР                       | 5:2                      | «Ґленторан»              | 3:0                      | 2:2                      |
| 2010/11                  | 2-й кв. раунд            | КР                       | 2:6                      | «Карпати»                | 0:3                      | 2:3                      |
| 2011/12                  | 1-й кв. раунд            | Фуглафйордур             | 2–8                      | КР                       | 1–3                      | 1–5                      |
| 2011/12                  | 2-й кв. раунд            | Жиліна                   | 2–3                      | КР                       | 0–3                      | 2–0                      |
| 2011/12                  | 3-й кв. раунд            | Динамо (Тбілісі)         | 6–1                      | КР                       | 4–1                      | 2–0                      |
| 2013–14                  | 1-й кв. раунд            | Гленторан                | 0–3                      | КР                       | 0–0                      | 0–3                      |
| 2013–14                  | 2-й кв. раунд            | Стандард (Льєж)          | 6–2                      | КР                       | 3–1                      | 3–1                      |
| 2015–16                  | 1-й кв. раунд            | Корк Сіті                | 3–2                      | КР                       | 1–1                      | 2–1 (дч)                 |
| 2015–16                  | 2-й кв. раунд            | КР                       | 0–4                      | Русенборг                | 0–1                      | 0–3                      |
| 2016–17                  | 1-й кв. раунд            | КР                       | 8–1                      | Гленавон                 | 2–1                      | 6–0                      |
| 2016–17                  | 2-й кв. раунд            | КР                       | 4–5                      | Грассгоппер              | 3–3                      | 1–2                      |
| 2017–18                  | 1-й кв. раунд            | КР                       | 2–0                      | СЯК                      | 0–0                      | 2–0                      |
| 2017–18                  | 2-й кв. раунд            | КР                       | 1–5                      | Маккабі (Тель-Авів)      | 1–3                      | 0–2                      |

## Відомі футболісти
- Ейдур Ґудйонсен